# 沖原隆宗
沖原 隆宗（おきはら たかむね、1951年（昭和26年）7月11日 - ）は、日本の銀行家で、三菱UFJフィナンシャル・グループ特別顧問。山口県柳井市出身。 2021年2月18日より日本ABC協会第7代会長に就任した 。

## 来歴・人物
旧UFJ銀行時代、取締役付きでないにもかかわらず、常務執行役員からいきなり頭取に就任するという異例の昇進をした。沖原が前頭取だった寺西正司の後を受けて2004年5月にUFJ銀行の頭取に就任したときには、すでにUFJ銀行の体力はBIS規制における自己資本比率が国際業務を行うのに必要とされる8%を割れるか割れないかの瀬戸際に追い込まれていた。

### 不良債権処理
沖原は「（2005年3月期の）上期中に大口融資先の対応について布石を打つ。」「十指に満たない融資先の債権の処理を念頭に置いている」「UFJ銀行の問題は一言で言えば大口融資先の問題に尽きる。」などと述べ、不良債権の処理を断行を示唆した。
しかし、UFJグループの持ち株会社だったUFJホールディングスの傘下だったUFJ信託銀行を住友信託銀行に対し3000億円で売却することを発表することで繰り延べ税資産を自己資本に組み入れが監査法人に認められて2004年3月期の自己資本比率割れを何とか繕っている形であり上記の発言を実施するのは体力的に難しい問題を抱えていた。特に問題になった債権はダイエー、双日で貸付の規模は1兆円を上回っていた。

### 住信とUFJ信託の経営統合発表を発端とする経営統合の流れ
2004年7月に入って住友信託銀行はUFJ信託との合併の前倒しを発表した。しかし、7月14日未明に三菱東京フィナンシャル・グループ(MTFG)とUFJホールディングスの経営統合が日本経済新聞によって報じられた。それにともなって住友信託へのUFJ信託の売却は白紙撤回されることになった。この件で住信側が「信義則違反である」として法廷で争ったが1審こそ統合差し止めの仮処分を認められたが2審、3審では差し止めが認められず三菱東京とUFJの統合の方向で事が進んでいくことになった。現在はこの件では住信は三菱UFJグループの間で賠償を求めて訴訟中である。
様相が混迷する中、7月30日には当時の三井住友フィナンシャルグループ(SMFG)社長の西川善文もUFJに対して経営統合を申し入れ経営統合の争奪がMTFGとSMFGの間で過熱の様相を呈した。結果的にはMTFGとの統合を決めることになったが、これはUFJグループが単独での独立が難しい状況も表すことになり沖原やUFJホールディングス社長の玉越良介ら経営陣は当事者能力をほとんど失っていることも改めて示すことになった。ただし、SMFGが統合を申し入れた結果、当初は一方的な救済合併の見方が多かったが統合後の役員人事や株式の統合比率で少なからず有利にはなったと推測される。「SMFGはTOBを仕掛けるのでは」という説が流れるなかMTFGは持ち株会社のUFJHDではなくUFJ銀行を対象に7000億円の増資を引き受けると同時にUFJの経営陣に不良債権の処理を促した。

### ダイエー問題の処理
UFJグループのなかでもっとも問題とされたのはダイエー向けの債権だった。
当時のダイエーは中内㓛の会長退任後、高木邦夫の指揮下で資産の売却や売り場の改善を進めていたがその売り上げは低迷凋落の一途をたどっていた。高木は2002年3月に決まった再建計画の途中（期限は2005年2月）でメインバンクサイドの意向で産業再生機構に送られてしまうことに難色を示した。また経済産業省もこれを支持していた。しかしダイエーの決算の前提に金融機関の支援の不可欠とする監査法人の見解を受けて高木が翻意して再生機構へ送られることが決定した。

### 経営統合、MUFGへ
このように2005年3月期のUFJは経営に混迷を極めるなか沖原らUFJグループの経営陣の手腕が発揮されることはほとんどないまま経営統合に至ることになった。
MTFGとの経営統合後は、同社の常務執行役員（取締役ではない）に就任。三菱東京UFJ銀に合併後は代表権のない取締役副頭取（法人部門長兼任）となったが、副頭取は旧BTMの副頭取らも横滑りしており、単独での就任ではなかった。
2008年4月1日、MUFGの会長に専念する玉越の後任として、銀行の代表権のない取締役副会長に就任。同時に、MUFGの執行役員を退任し、銀行副会長に専念する形となった。
2010年6月、銀行副会長を退任。代表権のあるMUFG会長を経て、2014年6月下旬で退任した。後任のMUFG代表取締役会長は、同じく三和銀行出身の園潔が起用された。

## 略歴
- 山口県立柳井高等学校卒業[6]
- 1974年3月 慶應義塾大学経済学部卒業[要出典]
- 1974年4月 三和銀行入行[要出典]
- 2001年3月 同執行役員[要出典]
- 2002年1月 UFJ銀行執行役員[要出典]
- 2003年5月 同常務執行役員[要出典]
- 2004年6月 同取締役頭取[要出典]
- 2005年10月 三菱UFJフィナンシャル・グループ常務執行役員[要出典]
- 2006年1月 三菱東京UFJ銀行副頭取[要出典]
- 2008年4月 同銀行副会長[要出典]
- 2010年6月 三菱UFJフィナンシャル・グループ代表取締役会長[要出典]
- 2014年6月 同会長退任、同特別顧問[要出典]